# Siluro umano

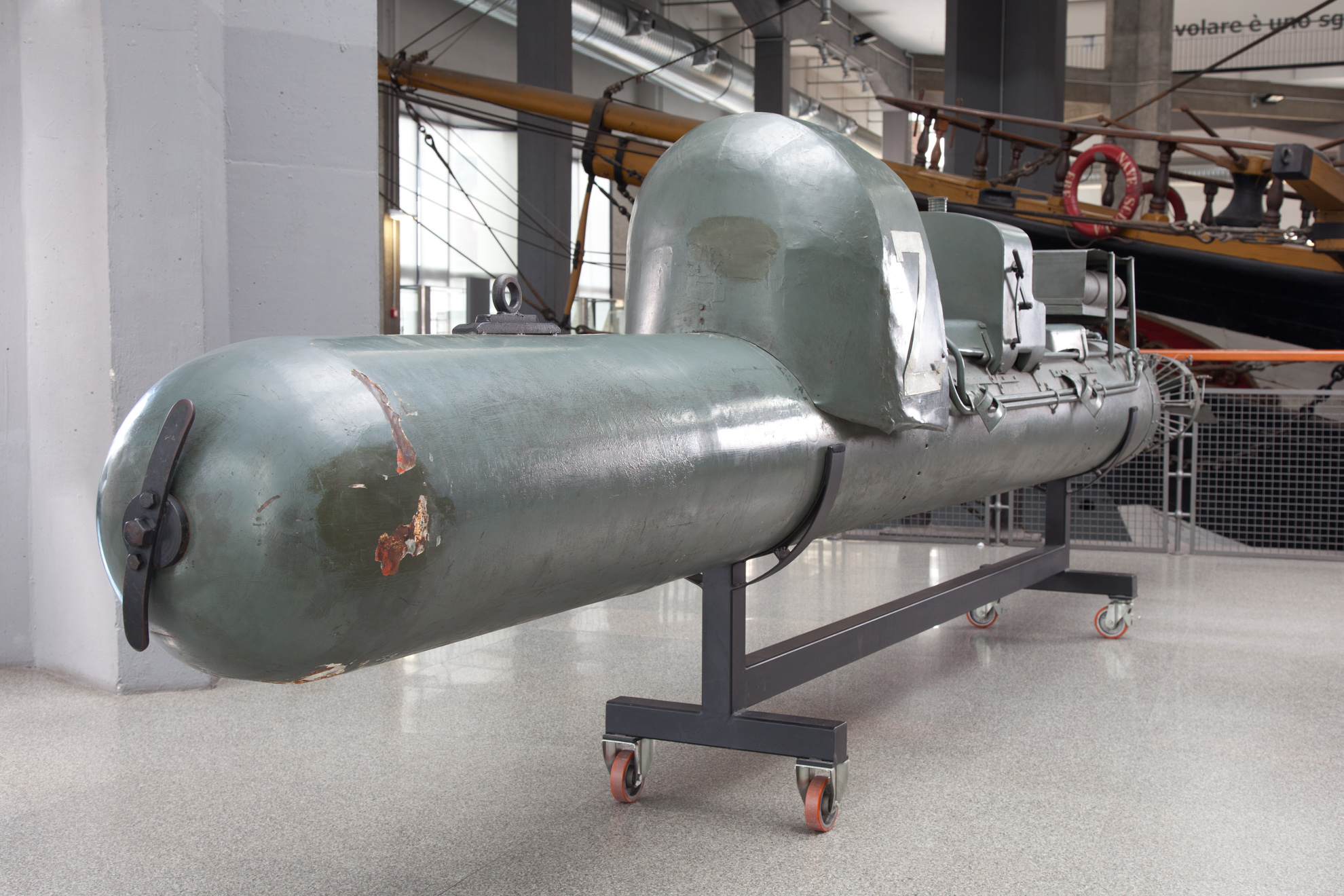
Un Siluro a lenta corsa o maiale, al Museo nazionale della scienza e della tecnologia Leonardo da Vinci, Milano

I siluri umani sono un tipo di veicolo a propulsione subacquea su cui viaggia un sommozzatore, generalmente seduto dietro una carenatura. Furono utilizzati come armi navali segrete durante la seconda guerra mondiale. Il concetto di base è ancora in uso.
Il nome era comunemente usato per riferirsi alle armi che l'Italia e, in seguito (con una versione più grande) la Gran Bretagna, schierarono nel Mediterraneo e utilizzarono per attaccare le navi nei porti nemici. Il concetto di siluro umano è stato occasionalmente utilizzato per l'immersione sportiva.

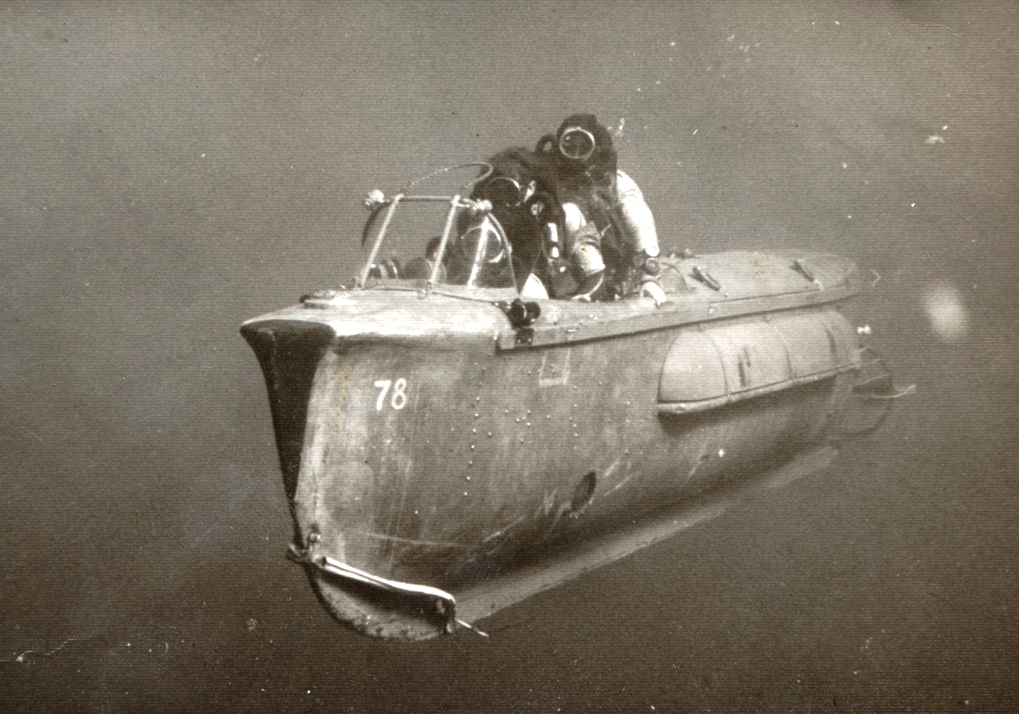
Siluro israeliano con equipaggio, 1967

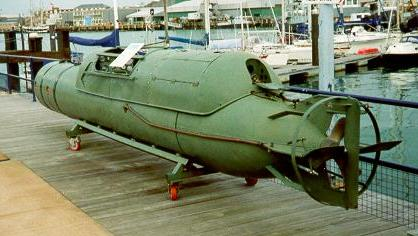
Un maiale al Royal Navy Submarine Museum, Gosport

In passato il termine "siluro umano" veniva utilizzato per indicare veicoli oggi noti come veicoli a propulsione subacquea. Anche i sottomarini tascabili, veicoli sottomarini più sofisticati e dotati o meno di camere di compensazione, venivano usati come rimorchiatori subacquei per trasportare equipaggiamenti e sommozzatori aggrappati all'esterno.

## Storia dei modelli più comuni
Il concetto di un piccolo sottomarino con equipaggio e dotato di bomba fu sviluppato e brevettato da un ufficiale della marina britannica nel 1909, ma non fu mai utilizzato durante la prima guerra mondiale. La Marina Militare Italiana sperimentò un primitivo sommergibile di piccole dimensioni (Mignatta) che trasportava due uomini e una mina a patella: questa imbarcazione affondò con successo la corazzata austro-ungarica SMS Viribus Unitis il 1º novembre 1918.
Il primo siluro veramente pratico fu il Siluro a lenta corsa o maiale italiano, spinto elettricamente da un motore 1,6 cavalli vapore britannici (1,2 kW) nella maggior parte delle unità prodotte. Con una velocità massima di 3 nodi (5,6 km/h), spesso ci volevano fino a due ore per raggiungere l'obiettivo. Due membri dell'equipaggio in tute da sub viaggiavano a cavalcioni, ciascuno dotato di un rebreather e dirigevano il siluro verso la nave nemica. Il "maiale" poteva immergersi fino a 15 metri e ipoteticamente a 30 metri, quando necessario. Una volta raggiunto l'obiettivo, la testata staccabile veniva rilasciata e utilizzata come mina a patella. Se non venivano individuati, gli operatori si allontanavano a bordo del minisottomarino per mettersi in salvo.
Lo sviluppo iniziò nel 1935, ma i primi undici esemplari non furono completati prima del 1939 dalle officine San Bartolomeo di La Spezia. Il nome italiano ufficiale della maggior parte dei mezzi costruiti era Siluro a Lenta Corsa (SLC). Sono stati realizzati due modelli distinti, Serie 100 e poi (nel 1942) Serie 200 con alcuni miglioramenti. Almeno 50 SLC furono costruiti prima del settembre 1943.
I maiali venivano trasportati da un'altra imbarcazione (solitamente un sottomarino convenzionale) e lanciati vicino al bersaglio. La maggior parte delle operazioni con siluri con equipaggio avvenivano di notte e durante la luna nuova, per ridurre il rischio di essere visti. Gli attacchi del 1940 non ebbero successo, ma nel 1941 la marina italiana entrò con successo nel porto di Alessandria e danneggiò due corazzate britanniche, la HMS Queen Elizabeth e la HMS Valiant, così come la petroliera Sagona. Questa impresa incoraggiò gli inglesi a sviluppare i propri "carri" siluro.
L'ultimo modello italiano, l'SSB (per Siluro San Bartolomeo) fu costruito con un abitacolo parzialmente chiuso, un motore più potente e 300 kg di testata esplosiva (in aumento rispetto ai precedenti 220 e 250 kg). Ne furono realizzate tre unità ma non vennero utilizzate operativamente perché l'Italia si arrese nel 1943.
La prima versione britannica del concetto fu chiamata Chariot (Carro). Furono realizzati due modelli: Mark I da 20 piedi (6,1 m) di lunghezza e il Mark II da 30 piedi (9,1 m), ciascuno adatto al trasporto di due uomini. Le versioni successive erano più grandi, a partire dal sottomarino Classe X, un sottomarino tascabile, lungo 51 piedi (16 m), ormai non più propriamente un siluro umano ma simile nel concetto. La Classe X era in grado di raggiungere 6,5 nodi (12,0 km/h) in superficie o 5,5 nodi (10,2 km/h) se sommersa. Furono progettati per essere trainati verso l'area di operazioni da un sottomarino "madre" di dimensioni standard.
La marina tedesca sviluppò un proprio siluro con equipaggio prima del 1943, il Neger, destinato a un solo uomo, con una velocità massima di 4 nodi (7,4 km/h) e in grado di trasportare un siluro ma i frequenti problemi tecnici spesso provocarono la morte degli operatori. Ne furono realizzati circa 200 esemplari e riuscirono ad affondare alcune navi. Il successivo Marder ( martora in inglese) era lungo circa 8,2 metri ed era più sofisticato e capace di immergersi a profondità di 27 metri ma con una resistenza molto limitata. Ne furono costruiti circa 500.